# Пуховичі (Житковицький район)
Пу́ховичі (біл. Пухавічы, трансліт.: Puchavičy) — село у Житковицькому районі Гомельської області Білорусі. Входить до складу Червоненської сільради.
Розташоване 30 км на північний схід від районного центру і залізничної станції Житковичі (на лінії Лунинець — Калинковичі), 268 км від Гомеля. Біля автошляху Р57 Морохорово — Любань. На півночі є озеро Червоне.

## Історія
Згідно з письмовими джерелами село відоме з XVI століття як село в Новогрудському воєводстві Великого князівства Литовського, шляхетська власність. Після 2-го розділу Речі Посполитої (1793 рік) в складі Російської імперії. Згадується в 1802 році як село в Мозирському повіті Мінської губернії. У 1885 році діяли церква, школа. Мешканці займалися рибальством і торгували рибою в Мінську, Житомирі, Слуцьку та інших містах. Згідно з переписом 1897 року в селі були хлібний магазин, 3 вітряні млини, трактир. 1 жовтня 1905 відкрита земська школа. У 1908 році в Житковицькій волості.
У 1930 році організовані колгоспи «Червоний Берег», працювали кузня і вітряк. Під час Другої світової війни в січні 1943 року в селі базувався штаб партизанського з'єднання Ковпака. Поруч з 3 січня по 3 лютого 1943 року діяв партизанський аеродром, який обслуговував з'єднання партизан. Злітна смуга була на льоду озера Червоне. У лютому 1943 року нацисти повністю спалили село і вбили 35 мешканців. У боях біля села загинули 4 партизани (поховано в братській могилі в центрі села). На фронтах і в партизанській боротьбі загинули 63 мешканці, e пам'ять про загиблих в 1972 році в центрі села встановлено обеліск. Згідно з переписом 1959 року центр колгоспу «Зоря». Діють 9-річна школа, будинок культури, бібліотека, фельдшерсько-акушерський пункт, відділення зв'язку, магазин, фольклорно-етнографічний ансамбль «Пуховчанка».

## Населення
Динаміка чисельності населення:
- 1811 рік — 38 дворів, 212 мешканців
- 1850 рік — 56 дворів, 443 мешканці.
- 1866 рік — 569 мешканців.
- 1885 рік — 96 дворів, 626 мешканців.
- 1897 рік — 161 двір, 1027 мешканців (згідно з переписом).
- 1908 рік — 1519 мешканців.
- 1940 рік — 215 дворів.
- 1959 рік — 897 мешканців (згідно з переписом).
- 1999 рік — 303 господарств, 827 мешканців.
- 2009 рік — 305 господарств, 702 мешканці.